# فرانشيسكا كوفمان
فرانشيسكا كوفمان (بالألمانية: Franziska Kaufmann)‏ هي لاعبة كرلنغ سويسرية، ولدت في 3 نوفمبر 1987 في Unterseen ‏ في سويسرا.

## وصلات خارجية
- فرانشيسكا كوفمان على موقع الاتحاد الدولي للكرلنغ (الإنجليزية)